# Raphael Kosch
Raphael Jakob Kosch (* 5. Oktober 1803 in Lissa; † 27. März 1872 in Berlin) war ein preußischer Arzt und Politiker. Er hat sich insbesondere für die Gleichberechtigung der Juden eingesetzt.

## Leben

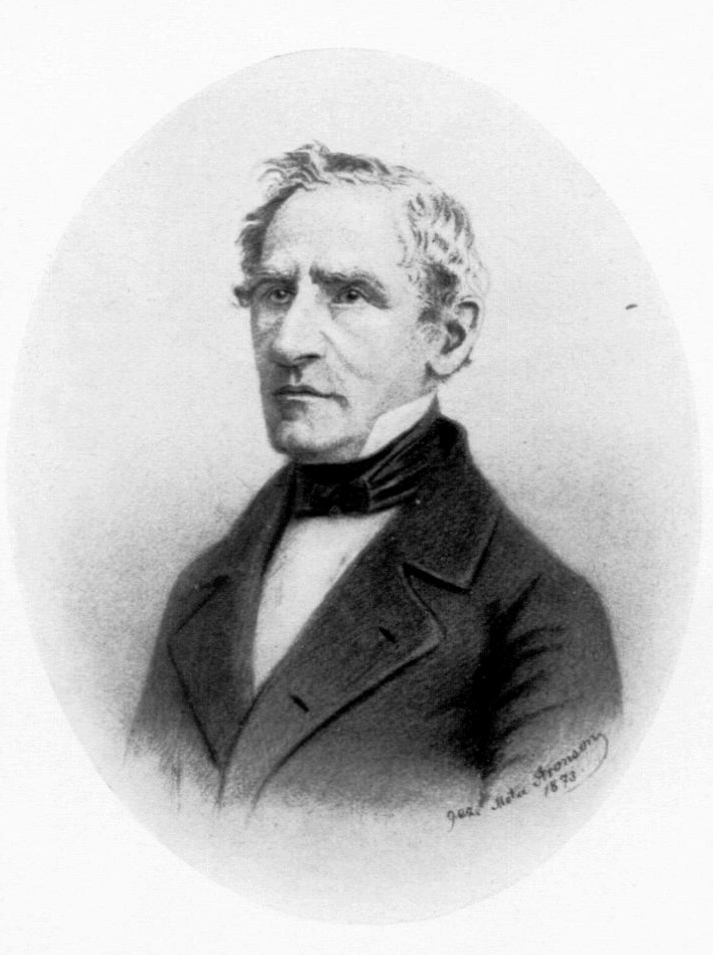
Dr. Jacob Raphael Kosch, Ölgemälde im Heim der Stiftung Dr. Koschs Waisenerziehungsanstalt

Kosch stammte aus einer jüdischen Familie und kam als Kind nach Königsberg. An der dortigen Universität studierte er ab 1822 Medizin und promovierte 1826 zum Dr. med. Er arbeitete zunächst als Assistenzarzt an der chirurgischen Klinik in Königsberg. Im Jahr 1832 machte er sich mit einer Praxis selbstständig.
Kosch erfuhr wegen seines jüdischen Glaubens Diskriminierungen. So wurde ihm die Ableistung seiner militärischen Dienstpflicht als Arzt verweigert, weil der König seine Soldaten angeblich nicht von jüdischen Ärzten behandeln lassen wollte. Er wirkte früh als Sprecher jüdischer Interessen und setzte sich für die jüdische Gleichberechtigung ein. Innerhalb der jüdischen Gemeinde von Königsberg setzte er sich zusammen mit Johann Jacoby für Reformen ein.
Er war 1844 einer der Mitbegründer der Königsberger Bürgergesellschaft, die sich im Vormärz für die sozialen Unterschichten, politische Bildung und Teilhabe am öffentlichen Leben einsetzte, und gehörte dem liberalen Diskussionskreis „Siegel Klub“ an.
Zu Beginn der Revolution von 1848 war er Vorsitzender einer Volksversammlung am 13. März in Königsberg, nach deren Schluss das Militär gegen die Beteiligten vorging. Kosch wurde zunächst führendes Mitglied des gemäßigten Konstitutionellen Klubs von Königsberg. Er wurde zum Mitglied der preußischen Nationalversammlung gewählt, als deren zweiter Vizepräsident er zeitweilig amtierte. Darin war er ein gemäßigtes Mitglied und zeitweise Sprecher des linken Zentrums. Auch galt er zeitweise als Anwärter auf einen Ministerposten; da er sich aber nicht taufen lassen wollte, kam es dazu nicht. Er war 1849 Mitglied der zweiten Kammer des preußischen Landtages. Nach dessen Auflösung plädierte Kosch wie auch Jacoby aus Protest für einen Politikboykott der Demokraten.
Kosch betätigte sich seit 1859 führend im Deutschen Nationalverein. Im Jahr 1861 war er Mitbegründer der Deutschen Fortschrittspartei. Er vertrat von 1862 bis zu seinem Tode als Abgeordneter den Wahlkreis „Stadt und Landkreis Königsberg – Landkreis Fischhausen“ im preußischen Abgeordnetenhaus. Ab 1863 war er dort Vorsitzender der Geschäftsordnungskommission. Er setzte sich für die jüdische Gleichberechtigung im Schulwesen und der Justiz ein. Angesichts der rechtlichen Gleichberechtigung im Jahr 1869 meinte er, „endlich“ seien die Juden „in den sicheren Hafen eingelaufen.“
Einer seiner bekannten Patienten war der Astronom Friedrich Wilhelm Bessel, dessen seltene Erkrankung, die Retroperitonealfibrose, Kosch zutreffend erkannte; er gehört zu den Erstbeschreibern dieses Krankheitsbildes.

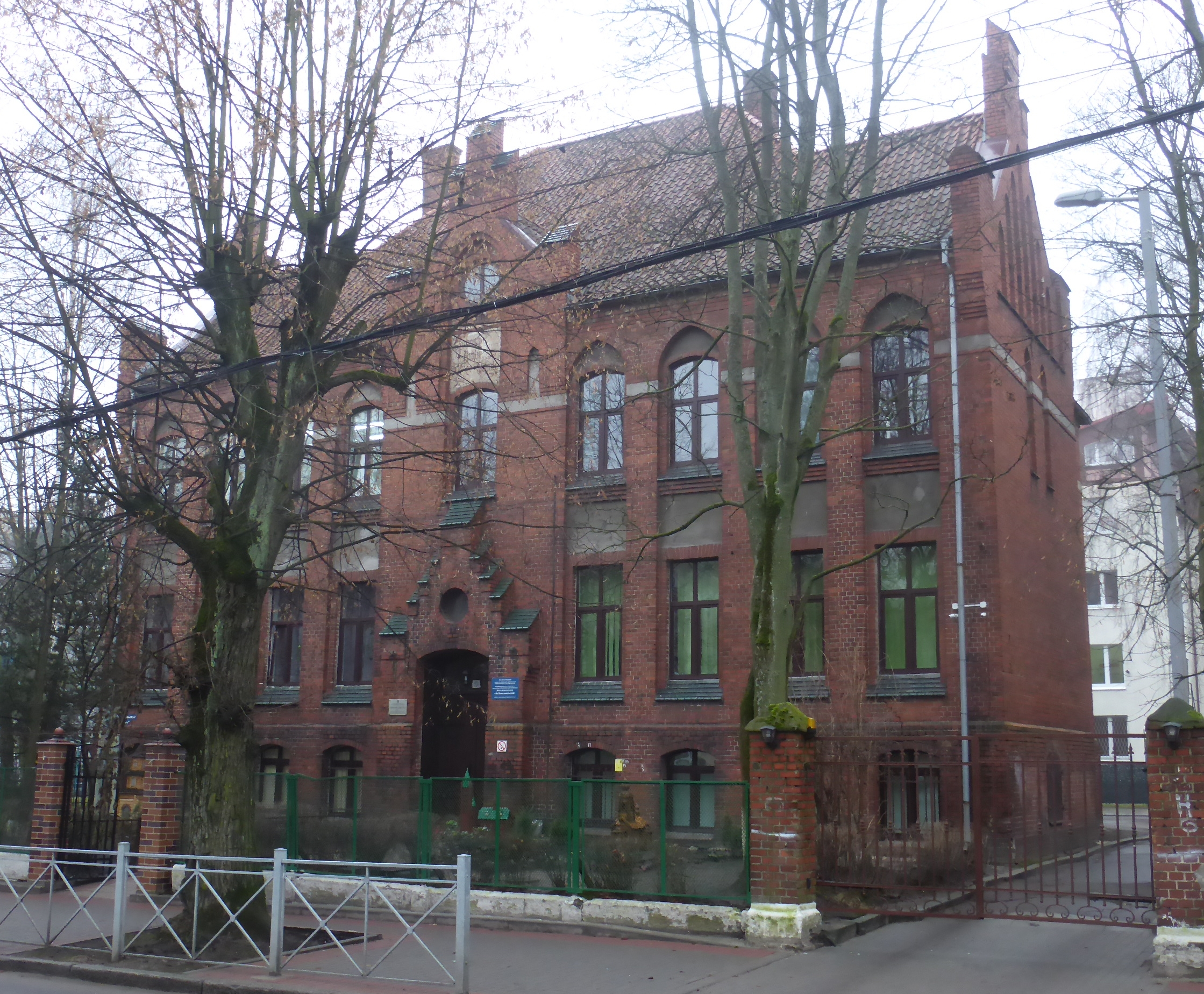
Neubau 1904 der Stiftung Dr. Koschs Waisenerziehungsanstalt in Königsberg, Luisenallee 3 (heute ul. Komsomolskaja 3, Kaliningrad).

Koschs Verbundenheit mit der jüdischen Gemeinde in Königsberg zeigte sich in seinem Testament. Er hinterließ mehrere Legate für diese Stadt und widmete das größte Legat zur Errichtung einer Stiftung für die Einrichtung einer Waisenerziehungsanstalt unter seinem Namen. Seine Leiche wurde nach Königsberg überführt, seine Beerdigung fand hier am 4. April 1872 auf dem ersten jüdischen Friedhof auf dem Tragheim statt. 1874 fand die konstituierende Sitzung des Kuratoriums „Dr. Koschs Waisenerziehungs-Anstalt zu Königsberg i. Pr.“ statt. Die Zöglinge wurden in Pflegefamilien untergebracht, bis ein Neubau 1904 in der Luisenallee, nahe der Mittelhufer-Hauptstraße eingeweiht wurde. Das Dr. Koschs Waisenhaus war bis 1921 in Betrieb und wurde verkauft. Das Gebäude ist auch als ehemalige Johanna Ambrosius-Schule bekannt und steht heute in der ul. Komsomolskaja 3.